# HKT组合
HKT組合是2005年至2018年的一個越南男子音樂團體，由「H」——胡嘉雄（Hồ Gia Hùng）、「K」——李俊傑［，原名「阮國名」（Nguyễn Quốc Danh）］、「T」——Ti Ti［原名「阮靈方」（Nguyễn Linh Phương）］三人組成。
該組合由於翻唱中國大陸網絡歌曲《錯錯錯》爲《痛多一次》（越南语：／）而爲中國網友所關注。由於其MV中誇張的“杀马特”造型，該組合備受中國大陸網友嘲諷，被稱為洗剪吹三人组，此歌被中國大陸網民空耳成《牙套妹》。